# Stíny v mlze
Stíny v mlze je dramatický kriminální seriál ČT z roku 2022. Premiéra první řady proběhla 3. ledna 2022; režíroval jej Radim Špaček, scénář k němu napsal Zdeněk Zapletal. Seriál obsahuje čtyřiadvacet dílů, přičemž každý představuje jiný případ z Ostravy a okolí. Odborným poradcem byl Petr Volek, vrchní komisař z Krajského ředitelství policie hlavního města Prahy.    
První řada seriálu byla nominována na Českého lva v kategorii Nejlepší televizní seriál, cenu ale nezískala. 
Hlavní role vyšetřovatelů ztvárnili Petra Špalková, Jiří Vyorálek a Petr Panzenberger. Dceru postavy Petry Špalkové si zahrála Anděla Tichá, skutečná dcera herečky.
V první řadě hrál i Martin Havelka, který zemřel během natáčení a jedná se tak o jeho poslední roli. 
Dne 22. března 2023 Česká televize oznámila pokračování seriálu; to bylo dotočeno 9. října 2023. Premiéra druhé řady proběhla 8. dubna 2024; na první řadu navázala zhruba s tříletým odstupem, přičemž tato řada má být definitivně poslední.

## Obsazení

### Hlavní role
| Petra Špalková      | kpt. JUDr. Magdalena „Magda“ Malá - elitní kriminalistka        |
| Jiří Vyorálek       | kpt. Mgr. Martin Černý - elitní kriminalista                    |
| Petr Panzenberger   | por. Bc. Jarek Kucharčik - mladý kriminalista                   |
| David Viktora       | mjr. Ing. Jiří Tomek - šéf ostravské kriminálky                 |
| Jiří Rendl          | kpt. Mgr. Vlastimil Morávek - mladý kriminalista                |
| Vojtěch Vodochodský | por. Mgr. Jiří Hradecký - mladý kriminalista (od 2. řady)       |
| Jaroslav Pížl       | kpt. Bc. Josef Ondrušek - starší kriminalista (od 2. řady)      |
| Radim Špaček        | por. JUDr. František Tarhoňa - starší kriminalista (od 2. řady) |
| Ondřej Brett        | Mgr. Milan Michálek - analytik                                  |
| Vít Roleček         | Mgr. Jan Nývlt - analytik (1. řada)                             |
| Daniel Tůma         | Mgr. Jiří Švancer - policejní technik (od 2. řady)              |

### Vedlejší role
| Pavel Batěk        | Mgr. Janek Pradera - státní zástupce a partner Magdy (od 2. řady)      |
| Janusz Hummel      | Mgr. Ludvík Raška - vrchní státní zástupce (od 2. řady)                |
| Marek Pospíchal    | por. Mgr. Petr Lakomý - policejní vyjednavač (od 2. řady)              |
| Vladislav Georgiev | MUDr. Vladislav Bláha - soudní lékař a koroner                         |
| Sylvie Krupanská   | Mgr. Alice Osvaldová - psycholožka (1. řada)                           |
| Helena Dvořáková   | Mgr. Marcela Davidová - psycholožka (od 2. řady)                       |
| Luděk Randár       | kpt. JUDr. Dominik Hrůza - vyšetřovatel NCOZ                           |
| Lukáš Melník       | kpt. Mgr. Emil Procházka - vyšetřovatel protidrogového oddělení        |
| Marek Cisovský     | mjr. Bc. Emil Svatoš - šéf mravnostního oddělení                       |
| Šimon Krupa        | kpt./pplk. Ing. Kamil Uhlíř - inspektor OVK později příslušník GIBS    |
| Petr Bláha         | mjr. Ivan Surůvka - velitel Útvaru rychlého nasazení (1. řada)         |
| Jan Materna        | por. Bc. Luděk Sadílek - velitel Útvaru rychlého nasazení (od 2. řady) |
| Michal Maléř       | kpt. Bc. Tomáš Malinka - inspektor OVK (od 2. řady)                    |
| Martin Cikán       | podprap. Václav Papoušek - dopravní policista (1. řada)                |
| Pavel Zavadil      | prap. Josef Jakeš - pořádkový policista (2. řada)                      |
| Jan Komínek        | por. Bc. Karel Sládeček - mladý kriminalista (od 2. řady)              |
| Václav Jiráček     | kpt. Mgr. Miroslav Lukáš - mladý kriminalista (od 2. řady)             |
| Angelika Sbouli    | por. Bc. Apolena Vytopilová - mladá kriminalistka (od 2. řady)         |
| Jan Meduna         | kpt. Mgr. Lubomír Ježek - mladý kriminalista (od 2. řady)              |
| Paweł Ławrynowicz  | mjr. JUDr. Ivan Majewski - šéf polské kriminálky (od 2. řady)          |
| Andrej Polák       | kpt. Bc. Tibor Kysela - vyšetřovatel slovenské kriminálky (od 2. řady) |
| Jaroslav Plesl     | Pavel Malý - manžel Magdy a houslista                                  |
| Regina Rázlová     | Karolína Malá - matka Pavla (1. řada)                                  |
| Anděla Tichá       | Amálka Malá - dcera Magdy a Pavla                                      |
| Tomáš Mrvík        | Filip Černý - syn Martina a Simony                                     |
| Barbora Bočková    | Hana Millerová - partnerka Filipa                                      |
| Pavla Beretová     | Simona Černá - manželka Martina a matka Filipa                         |
| Pavla Dostálová    | Mgr. Pavla Žabková - kamarádka Martina a advokátka                     |
| Patrik Kříž        | Radek Navara - kamarád Filipa (1. řada)                                |
| Tomáš Havlínek     | Jindřich Staněk - kolega Pavla a houslista                             |
| Veronika Lapková   | Jolana Gábová - partnerka Pavla a flétnistka                           |
| Miroslav Hanuš     | Jan Hrbek - bývalý vězeň a mstitel (1. řada)                           |
| David Švehlík      | Jan Jahoda - Ranní vrah a instalatér (2. řada)                         |
| Marie Švestková    | Milena Jahodová (Trojanová) - manželka Jana Jahody (2. řada)           |
| Artur Havlíček     | Jakub Jahoda - syn Jana Jahody (2. řada)                               |

### Epizodní role

#### První řada
| David Steigerwald       | Jiří Vaněk (1. díl)                   |
| Anna Cónová             | Marcela Vaňková (1. díl)              |
| Josef Kaluža            | David Gabriel (1. díl)                |
| Michaela Petřeková      | Nikol Holáňová (1. díl)               |
| David Janík             | Petr Polášek (1. díl)                 |
| Přemysl Bureš           | Libor Telecký (1. díl)                |
| Jan Holík               | Stanislav Čermák (1. díl)             |
| František Strnad        | truhlář Mareček (1. díl)              |
| Václav Němec            | Radek Kvasnička (1. díl)              |
| Jiří Valůšek            | spoluvězeň Novák (1. díl)             |
| Michal Zetel            | spoluvězeň Šedivý (1. a 12. díl)      |
| Robert Tyleček          | MUDr. Ivo Macháček (1. a 7. díl)      |
| Zdeněk Lambor           | policista Martínek (1. díl)           |
| Jan Lefner              | pořadatel Weber (1. díl)              |
| Vlastimil Čaněk         | důchodce Kučera (2. díl)              |
| Ivana Lebedová          | Lenka Suchá (2. díl)                  |
| Richard Liberda         | kolemjdoucí Cílek (2. díl)            |
| Táňa Malíková           | informátorka Jana (2. a 4. díl)       |
| Štěpán Kozub            | Karel Urban (2. díl)                  |
| Ivan Dejmal             | Lukáš Brož (2. díl)                   |
| Vladimír Polák          | otec Jiříček (2. díl)                 |
| Oskar Juchelka          | Pavel Jiříček (2. díl)                |
| Milan Cimerák           | Zbyněk Kadlec (2. díl)                |
| Zdena Przebindová       | Helena Holubová (2. díl)              |
| Miroslav Černý          | farmář Moravec (2. díl)               |
| Naďa Kovářová           | psycholožka Molnárová (2. díl)        |
| Sára Erlebachová        | hostinská Kartouzová (2. díl)         |
| Jiří Hába               | Antonín Bořuta (2. díl)               |
| Petr Houska             | farmář Bořuta (2. díl)                |
| Tomáš Rossi             | bazarista Mrázek (2. a 12. díl)       |
| Nikol Kouklová          | Barbora Křížková (3. díl)             |
| Jiří Sedláček           | Josef Šulc (3. díl)                   |
| Albert Čuba             | Tomáš Klimeš (3. díl)                 |
| Justin Svoboda          | Petr Jaroš (3. díl)                   |
| Tereza Švejdová         | recepční Stárková (3. díl)            |
| Jan Grundman            | Ondřej Sikora (3. díl)                |
| Marcela Holubcová       | Ivana Sikorová (3. díl)               |
| Roman Slovák            | Rudolf Kozák (3. díl)                 |
| Richard Trsťan          | Dušan Havránek (3. díl)               |
| Lukáš Typlt             | úředník Vysoký (3. díl)               |
| Irena Křehlíková        | kurátorka Rokosová (3. a 12. díl)     |
| Jiří Roskot             | Petr „Alvares“ Resler (4. díl)        |
| Filip Březina           | Jakub Miller (4. díl)                 |
| Ondřej Malý             | Hynek Hradil (4. díl)                 |
| Dušan Urban             | Ivan Burda (4. díl)                   |
| Simona Lewandowská      | Dagmar Burdová (4. díl)               |
| Filip Teller            | Jindřich Mach (4. díl)                |
| Robert Mikluš           | dopravák Válek (4. a 10. díl)         |
| Martin Hronský Krupa    | barman Gurecký (4. díl)               |
| Jan Jankovský           | feťák Dobeš (4. díl)                  |
| Jan Mansfeld            | Miroslav „Gulag “ Diviš (4. díl)      |
| Duy Quang Nguyen        | Tran Hai (5. díl)                     |
| Duy Anh Tran            | Tran Hoang (5. díl)                   |
| Tomáš Krutina           | Patrik Nový (5. díl)                  |
| Filip Král              | Luděk Zacha (5. díl)                  |
| Denis Gumiński          | Libor Musil (5. díl)                  |
| Martin Havelka          | otec Musil (5. díl)                   |
| Jan Fišar               | Ladislav Ptáček (5, 6, 11 a 12. díl)  |
| Ondřej Malý             | Vladimír Kočíš (5. díl)               |
| Jan Chudý               | zastavárník Hrázský (5, 6, a 20. díl) |
| Kristýna Lipinová       | barmanka Kůrková (5. díl)             |
| Nikos Engonidis         | Baron Kulfajt (5. díl)                |
| Ondřej Hampl            | Josef Grabowski (6. díl)              |
| Zbyněk Fric             | Petr Franěk (6. díl)                  |
| Marika Procházková      | Zora Fraňková (6. díl)                |
| Zuzana Čapková          | Vendula Prchalová (6. díl)            |
| Michal Čapka            | Jan Prchal (6. díl)                   |
| Jan Kolařík             | Marek Březina (6. díl)                |
| Jan Nedbal              | OKTE doprava (6. a 10. díl)           |
| Lada Bělašková          | informátorka Viktorie (6. díl)        |
| Janka Smetková          | sousedka Volná (6. díl)               |
| Lukáš Černoch           | Luboš Synek / Vladimír Říha (7. díl)  |
| Anna Nováková Holičová  | Eliška Konečná (7. díl)               |
| Vanda Hybnerová         | Zdena Konečná (7. díl)                |
| Markéta Tannerová       | Marie Holasová (7. díl)               |
| Michal Bumbálek         | bezdomovec Najman (7. díl)            |
| Petr Pěnkava            | Josef Roháč (7. díl)                  |
| Miroslav Hruška         | MUDr. Karel Štola (7. díl)            |
| Roman Groszmann         | feťák Škoda (7. díl)                  |
| Vendula Křížová         | Věra Vlachová (8. díl)                |
| Radim Koráb             | Jiří Vlach (8. díl)                   |
| Kamila Janovičová       | Nikol Malíková (8. díl)               |
| Michal Balcar           | Lukáš Brychta (8. díl)                |
| Michaela Horká          | Lucie Kindlová (8. díl)               |
| Petr Batěk              | Jan Pilař (8. díl)                    |
| Markéta Haroková        | Jana Pilařová (8. díl)                |
| Magdalena Tkačíková     | Barbora Bednářová (8. díl)            |
| Miroslav Rataj          | Milan Jílek (8. díl)                  |
| Alexandra Gasnárková    | Ludmila Jílková (8. díl)              |
| Libor Olšan             | Rudolf Žabka (9. díl)                 |
| Tomáš Milostný          | Adam Nosek (9. díl)                   |
| Pavel Píša              | Libor Sojka (9. díl)                  |
| Jana Epikaridis         | Klára Hubáčková (9. díl)              |
| David Smečka            | Marek Sobota (9. díl)                 |
| Janek Gregor            | tatér Ziggy (9. díl)                  |
| Roman Blumaier          | informátor Šanda (9. a 11. díl)       |
| Tomáš Sagher            | Marek Dohnal (9. díl)                 |
| Tomáš Jirman            | Otakar Bílek (9. díl)                 |
| Michal Sedláček         | Tomáš Tichý (10. díl)                 |
| Kristýna Leichtová      | Helena Fuchsová (10. díl)             |
| Filip Čapka             | Karel Záhorský (10. díl)              |
| Martin Písařík          | Aleš Straka (10. díl)                 |
| Jiří Štrébl             | Jan Jégr (10. díl)                    |
| Radka Fišarová          | Eva Jégrová (10. díl)                 |
| Martina Hekerová        | Michaela Jégrová (10. díl)            |
| Ondřej Kubina           | Marek Stibor (10. díl)                |
| Petr Vízdal             | Petr Daněček (10. díl)                |
| Lukáš Borík             | Ludvík Procházka (10. díl)            |
| Jakub Vašek             | OKTE chemie (10. díl)                 |
| Zdeněk Černín           | MUDr. Jaromír Lewicky (11. díl)       |
| Stanislav Šárský        | MUDr. Ludvík Rytíř (11. díl)          |
| Petr Hanák              | Rudolf Fiala (11. díl)                |
| Dušan Sitek             | Eduard Škoda (11. díl)                |
| Klára Sochorová         | sousedka Poláková (11. díl)           |
| Marcela Čapková         | Eliška Váňová (11. díl)               |
| Renáta Klemensová       | Lenka Šillerová (11. díl)             |
| Václav Klemens          | Rostislav Šiller (11. díl)            |
| Milan Hloušek           | Luděk Pavelka (11. díl)               |
| Miroslav Bakus Navrátil | Alex Tkačuk (11. díl)                 |
| Vitalii Vorkhlik        | Igor Petrosjan (11. díl)              |
| Jan Leflík              | Aleš Přikryl (12. díl)                |
| Jakub Burýšek           | Karel Honza (12. díl)                 |
| Jan Vápeník             | Petr Gazda (12. díl)                  |
| Jiří Hauser             | Ivan Tučný (12. díl)                  |

#### Druhá řada
| Leona Skleničková     | Dominika Vrbová (13. díl)        |
| Dagmar Kouřilová      | Helena Vrbová (13. díl)          |
| Jiří Hána             | Tomáš Topič (13. díl)            |
| Vojtěch Johaník       | Miloš Adamský (13. díl)          |
| Tomáš Dastlík         | Ludvík Maryška (13. díl)         |
| Zbyněk Klusák         | Jakub Karafiát (13. díl)         |
| Kryštof Bernard Hájek | Roman Drulák (13. díl)           |
| Jana Zajacová         | Marie Šemberová (13. díl)        |
| Klára Apolenářová     | Kamila Strádalová (13. díl)      |
| Dana Sedláková        | Ing. Vilma Bilčíková (13. díl)   |
| Josef Bačiště         | prodavač Turnovský (13. díl)     |
| Lenka Sedláčková      | prodavačka Homková (13. díl)     |
| Jolana Ferencová      | průvodčí Lacinová (13. díl)      |
| Agnieszka Bursik      | Anna Biala (14. díl)             |
| Bogdan Kokotek        | Andrzej Mźyk (14. díl)           |
| James Warren Honců    | Igor Borovský (14. díl)          |
| Marek Němec           | Daniel Borovský (14. díl)        |
| Teresa Schel          | Kamila Borovská (14. díl)        |
| Jana Plodková         | Jana Švarcová (14. díl)          |
| Tomáš Měcháček        | Jan Pech (14. díl)               |
| Vlastina Svátková     | Pavla Pechová (14. díl)          |
| Tomáš Šulaj           | Pavel Kopecký (15. díl)          |
| Maximilián Dolanský   | Zdeněk Kopecký (15. díl)         |
| Tomáš Petřík          | Petr Lutonský (15. díl)          |
| Jakub Koudela         | Mirek Provazník (15. díl)        |
| Michal Stalmach       | Aleš Šiler (15. díl)             |
| Jan Španbauer         | Radek Slanec (15. díl)           |
| Daniel Volný          | Zbyněk Klusák (15. díl)          |
| Anton Tataru          | Dmitrij Dovženko (15. díl)       |
| Vladimir Molodov      | Sergej Miščuk (15. díl)          |
| Václav Bahník         | Josef Skoupý (16. díl)           |
| Tomáš Bambušek        | Viktor Holub (16. díl)           |
| Roman Motyčka         | Kamil Cach (16. díl)             |
| Matyáš Řezníček       | Patrik Chvojka (16. díl)         |
| Božena Homolková      | Eva Komárková (16. díl)          |
| Martina Babišová      | Pavlína Kvapilová (16. díl)      |
| Robert Nebřenský      | Vojtěch Kvapil (16. díl)         |
| Roman Mrázik          | Jiří Voráček (16. díl)           |
| Václav Vašák          | Petr Janoušek (17. díl)          |
| Iveta Jiřičková       | Dagmar Smolková (17. díl)        |
| Robin Ferro           | Daniel Frejka (17. a 20. díl)    |
| Michal Kern           | Jan Pastor (17. díl)             |
| Mikuláš Čížek         | Zdeněk Raška (17. díl)           |
| Daniel Možnar         | Radim Zbranek (17. díl)          |
| František Večeřa      | Pavel Foltán (17. díl)           |
| Václav Havelka        | Karel Zima (17. díl)             |
| Rostislav Novák       | Ivan Mašek (18. díl)             |
| Kristýna Janáčková    | Vilma Macháčová (18. díl)        |
| Izabela Vydrová       | Edita Moravcová (18. díl)        |
| Viktor Antonio        | Jonáš Moravec (18. díl)          |
| Jan Teplý             | Leoš Moravec (18. díl)           |
| Roman Zach            | Kamil Mach (otec Volf) (18. díl) |
| Filip Kaňkovský       | Mirek Mokrý (18. díl)            |
| Viktor Zavadil        | Miloš Gregor (18. díl)           |
| Tomáš Juřička         | Mojmír Lukeš (18. a 23. díl)     |
| Eliška Hanušová       | Dagmar Nečasová (19. díl)        |
| Patrik Děrgel         | MUDr. Josef Mrštík (19. díl)     |
| Dalibor Buš           | Jarek Koutný (19. díl)           |
| Eva Leinweberová      | Jana Chalupová (19. díl)         |
| Diana Dulínková       | Lenka Chalupová (19. díl)        |
| Ivana Plíhalová       | Milada Šašková (19. díl)         |
| Štěpán Dostál         | Petr Berka (19. díl)             |
| Jiří Šimek            | Michal Vodička (19. díl)         |
| Tomáš Čapek           | Jiří Franc (19. díl)             |
| Robert Finta          | Karel Lorenc (19. díl)           |
| Jan Plouhar           | Adam Nejedlý (20. díl)           |
| Jakub Kalián          | Miroslav Kyselý (20. díl)        |
| Kašpar Johan Hapka    | Bedřich Ďuriš (20. díl)          |
| Vít Pištěcký          | Štěpán Ujčík (20. díl)           |
| Zuzana Valešová       | Romana Dubovská (20. díl)        |
| Martin Siničák        | Ing. Artur Kornel (20. díl)      |
| Kristýna Boková       | Julie Kornelová (20. díl)        |
| Tomas Sean Pšenička   | Šimon Kornel (20. díl)           |
| Jakub Gottwald        | Jaroslav Jampa (20. díl)         |
| Jiří Krhut            | Josef Fila (20. díl)             |
| Aleš Bílík            | Svatopluk Výmola (21. díl)       |
| Radoslav Šopík        | Oldřich Srníček (21. díl)        |
| Anita Krausová        | Eva Balážová (21. a 22. díl)     |
| František Mitáš       | MUDr. Ondřej Fojtík (21. díl)    |
| Jana Provázková       | Aneta Fojtíková (21. díl)        |
| Petr Kubes            | MVDr. David Maláč (21. díl)      |
| Marek Zahradníček     | Ing. Luboš Tureček (21. díl)     |
| Pavlína Kotas         | Jitka Turečková (21. díl)        |
| Josef Vrána           | Milan Charuza (21. díl)          |
| Matěj Nechvátal       | Karel Charuza (21. díl)          |
| Tomáš Turek           | Vojtěch Seman (21. díl)          |
| Jan Smyček            | Alois Gazdík (21. díl)           |
| Matouš Rajmont        | Slávek Volný (22. díl)           |
| Jaroslav Vundrle      | Abbas Yamadayev (22. díl)        |
| Adam Ernest           | Stanislav Pavlica (22. díl)      |
| Michal Przebinda      | Jan Pavlica (22. díl)            |
| Barbora Vidomská      | Lucie Peturová (22. díl)         |
| Radek Kašpar          | Hynek Smolík (22. a 23. díl)     |
| Václav Matějovský     | Gustav Paleček (23. díl)         |
| Matěj Kašík           | Oldřich Dudík (23. díl)          |
| Jaroslav Krejčí       | Zdeněk Bárta (23. díl)           |
| Gustav Řezníček       | JUDr. Rudolf Kunc (23. díl)      |
| Jiří Böhm             | Ing. Marek Balík (23. díl)       |
| Jiří Černý            | Michal Chlud (23. díl)           |
| Elizaveta Maximová    | Dana Čejková (23. a 24. díl)     |
| Jana Pidrmanová       | Ester Fuksová (23. a 24. díl)    |
| Vanda Chaloupková     | Jarmila Bezáková (24. díl)       |

## Seznam dílů

### První řada (2022)
| Č. v seriálu | Č. v řadě | Název     | Režie        | Scénář          | Datum premiéry  | Sledovanost (v mil.) |
| --- | --------- | --------- | ------------ | --------------- | --------------- | -------------------- |
| 1 | 1         | Klec      | Radim Špaček | Zdeněk Zapletal | 3. ledna 2022   | 1,684                |
| Případ zabitého zmláceného mladého muže přivede vyšetřovatelku Magdu Malou a policisty na stopu nelegálních zápasů MMA. Nová posila v týmu Martin Černý se rozhodne jako fighter infiltrovat mezi skupinu pachatelů. |           |           |              |                 |                 |                      |
| 2 | 2         | Hlasy     | Radim Špaček | Zdeněk Zapletal | 10. ledna 2022  | 1,604                |
| V Ostravě a okolí se množí případy přepadávání důchodců. Vyšetřovatelé Magda s Martinem jdou zprvu po podobných případech, ale mezitím dojde k dalšímu napadení, tentokrát už smrtelnému. |           |           |              |                 |                 |                      |
| 3 | 3         | Tanečnice | Radim Špaček | Zdeněk Zapletal | 17. ledna 2022  | 1,651                |
| Na lanovce na Pustevnách je nalezena mrtvá recepční Barbora Křížková z nedalekého hotelu. V okruhu podezřelých se objeví několik jejích bývalých milenců, ale vyloučit nelze taky zaměstnance hotelu, kde pracovala. |           |           |              |                 |                 |                      |
| 4 | 4         | Prank     | Radim Špaček | Zdeněk Zapletal | 24. ledna 2022  | 1,661                |
| Na youtuberské show je při přípravě vystoupení oběšen youtuber Alvares. Magda s Martinem pátrají nejen mezi řadou haterů, ale i mezi těmi, které on sám zesměšňoval. Může být video motivem k vraždě? |           |           |              |                 |                 |                      |
| 5 | 5         | Dubina    | Radim Špaček | Zdeněk Zapletal | 31. ledna 2022  | 1,583                |
| V sídlištní večerce dojde k ozbrojené loupeži, během níž je zastřelen její vietnamský majitel. Martin, který vede vyšetřování, jde po stopě možného vyřizování účtů ve vietnamské komunitě. Vražedná zbraň patřila pracovníkovi security, kterého nedávno přepadli a služební pistoli mu ukradli. Magda požádá o spolupráci mravnostní oddělení, který případ napadeného pracovníka security vyšetřuje.                                        |           |           |              |                 |                 |                      |
| 6 | 6         | Hardcore  | Radim Špaček | Zdeněk Zapletal | 7. února 2022   | 1,554                |
| Na staveništi je v jámě objeveno tělo Petra Fraňka, které bylo napíchnuté na železné výztuže. Soudní pitva prokáže, že oběť byla ještě před tím, než ji někdo shodil do základů, drsně zmlácena. Místo posledního mobilního hovoru zavražděného lokalizují na dálničním odpočívadle, kde objeví jeho auto a poblíž něho na zemi i stopy krve. Magda s Martinem se snaží přijít na to, s kým a proč se tady oběť setkala a jaký byl jeho motiv. |           |           |              |                 |                 |                      |
| 7 | 7         | Dublér    | Radim Špaček | Zdeněk Zapletal | 14. února 2022  | 1,447                |
| V restauraci v Orlové se jeden z hostů předávkoval pervitinem. Přítelkyně dotyčného a jeho kamarád jsou v šoku. Na základě rozboru zbytku drogy zjistí, že nešlo o předávkování, ale o vraždu. Od koho měla oběť drogu, kdo a z jakého důvodu měl zájem se dotyčného zbavit a proč právě tímto způsobem? Chtěl vrah zabít pouze oběť, nebo i její přítelkyni, která si shodou okolností pervitin z této dávky nedala?                          |           |           |              |                 |                 |                      |
| 8 | 8         | Revolver  | Radim Špaček | Zdeněk Zapletal | 21. února 2022  | 1,501                |
| Na lesní cestě je v odstaveném autě objevena zastřelená realitní makléřka Věra Vlachová. Vrah střílel ode dveří, takže žena ho musela nejspíš znát. Manžel oběti policii záhy nahlásí, že se mu z domu ztratil revolver, který by mohl odpovídat zbrani, jíž byla jeho žena zastřelena. Magda s Martinem musí zjistit, která z osob, s nimiž se oběť stýkala, měla důvod ji zastřelit.                                                         |           |           |              |                 |                 |                      |
| 9 | 9         | 243       | Radim Špaček | Zdeněk Zapletal | 28. února 2022  | 1,344                |
| V uzavřeném lomu je objeveno zavalené lidské tělo zabalené do plastové fólie. Vše nasvědčuje tomu, že se odstřelem části stěny v bývalém lomu chtěl někdo těla zbavit. Zanedlouho objeví pátrací tým v lomu pod nánosem odstřelených kamenů ostatky dalšího těla zabaleného ve fólii. Před Magdou s Martinem je úkol zjistit, kdo zabíjel a proč byly oběti pohřbeny právě v lomu.                                                             |           |           |              |                 |                 |                      |
| 10 | 10        | Závod     | Radim Špaček | Zdeněk Zapletal | 14. března 2022 | 1,412                |
| Během vyjížďky motorkářů dojde k nehodě jednoho z jezdců, který havárii nepřežije. Stopy po paralyzéru dokazují, že nešlo o nehodu, nýbrž o důmyslnou vraždu. Magda s Martinem zjišťují, že se nejednalo o nevinnou vyjížďku a že mezi motorkáři panuje značná rivalita. Na Magdě a Martinovi je, aby zjistili, kdo z motorkářů měl s obětí nevyřízené účty.                                                                                   |           |           |              |                 |                 |                      |
| 11 | 11        | Doba      | Radim Špaček | Zdeněk Zapletal | 21. března 2022 | 1,358                |
| Na zahradě svého domu v Českém Těšíně je osmi ranami zastřelen důchodce. Z počtu vystřelených nábojů je zřejmé, že pachatel chtěl mít jistotu, že jeho oběť bude zaručeně mrtvá. Magda s Martinem se pouští do hledání motivu, aby vypátrali, kdo mohl chtít zabít zdánlivě neškodného starého muže. |           |           |              |                 |                 |                      |
| 12 | 12        | Strach    | Radim Špaček | Zdeněk Zapletal | 28. března 2022 | 1,400                |
| Dcera vyšetřovatelky Magdy Amálka nezvedá mobil. Není ani u žádné ze svých kamarádek a neozývá se ani její babička Karolína, která ji měla vyzvednout z hudební školy. Rozeběhne se velké pátrání, do kterého je zapojeno několik policejních složek a čas neúprosně běží a život Amálky je v ohrožení. |           |           |              |                 |                 |                      |

### Druhá řada (2024)
- Natáčeno od 28. února do 9. října 2023.

| Č. v seriálu | Č. v řadě | Název             | Režie        | Scénář          | Datum premiéry  | Sledovanost (v mil.) |
| --- | --------- | ----------------- | ------------ | --------------- | --------------- | -------------------- |
| 13 | 1         | Královna majálesu | Radim Špaček | Zdeněk Zapletal | 8. dubna 2024   | 1,085                |
| Krásná studentka Dominika Vrbová je nalezena zastřelena v kupé vlaku. Nenajde se žádné její zavazadlo. Souvisí vražda s blogem, kam psala kompromitující informace o VIP hostech večírků, kde pracovala jako hosteska? Martinův syn Filip se proti vůli rodičů stěhuje ke své nové přítelkyni Hance. Brzy zjišťuje, že o její minulosti nevěděl vše. |           |                   |              |                 |                 |                      |
| 14 | 2         | Poslední naděje   | Radim Špaček | Zdeněk Zapletal | 15. dubna 2024  | 1,199                |
| Při dopravní nehodě zemře Kamila Borovská, která jela pracovně do rodného Polska. Vyšetřování odhalí, že její kolaps za volantem způsobila otrava a v jejím autě je nalezen dudlík, na němž je DNA pět měsíců pohřešovaného dítěte ze sousedství. Do případu se zapojují i polští kriminalisté. Filip konfrontuje svou přítelkyni Hanu kvůli obsahu tašky, kterou si u ní schoval její bývalý přítel. Má Haně věřit, že o tom, co je v tašce a jak se to tam dostalo, nic nevěděla?          |           |                   |              |                 |                 |                      |
| 15 | 3         | Snadné cíle       | Radim Špaček | Zdeněk Zapletal | 22. dubna 2024  | 1,148                |
| Na staveništi domu na okraji města někdo z dálky zastřelí tři ukrajinské dělníky. Je motivem pachatele xenofobie, nebo šlo o v účtů konkurenčních stavebních firem? Magda s Martinem musí zkušeného střelce dopadnout dříve, než udeří znovu. Filip a Hana jsou zadrženi a hrozí jim obžaloba ze spáchání trestného činu. Podaří se Martinovi zjistit, co se ve skutečnosti stalo, a Filipovi a Haně pomoci?                                                                                 |           |                   |              |                 |                 |                      |
| 16 | 4         | Opravdová láska   | Radim Špaček | Zdeněk Zapletal | 29. dubna 2024  | 1,185                |
| Při přepadení banky v Bílovci pachatel zastřelí jednoho z klientů. Stejná zbraň byla použita už dříve, při jiné loupežné akci. Kdo loupil, proč střílel kvůli pár tisícům a jak spolu oba případy souvisí? Filip se i ve vazbě snaží chránit Hanu a odmítá vypovídat. Martin je rozhodnutý pomoct synovi i za cenu, že tím ohrozí svou práci, a pouští se do pátrání na vlastní pěst. |           |                   |              |                 |                 |                      |
| 17 | 5         | Zákony ulice      | Radim Špaček | Zdeněk Zapletal | 6. května 2024  | 1,193                |
| V opuštěné tovární hale je zabit policista Josef Jakeš. Pachatel ho sem zřejmě vylákal. Magda a Martin postupně odkrývají, že policista Jakeš zdaleka nebyl tak vzorným policistou, jak se na první pohled mohlo zdát. Pátrání ukáže, že mnozí z těch, které v minulosti vyšetřoval, měli motiv se mu pomstít. Ale kdo z nich měl důvod k vraždě? |           |                   |              |                 |                 |                      |
| 18 | 6         | Samá voda         | Radim Špaček | Zdeněk Zapletal | 13. května 2024 | 0,885                |
| V chodbě svého bytu je ubodaná nožem Edita Moravcová. Magda i Martin věří, že oběť pachatele znala. Stála za vraždou žárlivost manžela, nebo má spojitost s minulostí v náboženské sektě? Obviněný muž ale náhle zemře. Dopadla Magda s Martinem toho pravého? |           |                   |              |                 |                 |                      |
| 19 | 7         | Čarovná noc       | Radim Špaček | Zdeněk Zapletal | 20. května 2024 | 1,147                |
| V chatce v beskydech byla v noci nožem zavražděna Lenka Chalupová. Mezi řadou podezřelých se kromě jejího přítele, či bývalého personálu restaurace se ocitne parta lékařů, kteří zde měli teambuilding, ale i dvojice trampů. Policisté obdrží z nedohledatelného mailu fotku zavražděné Edity Moravcové označenou číslem 1. Mohl vraždit stejný pachatel, který zabil Editu Moravcovou? |           |                   |              |                 |                 |                      |
| 20 | 8         | Druhá tvář        | Radim Špaček | Zdeněk Zapletal | 27. května 2024 | 1,143                |
| Na kotvící jachtě je lodním lanem uškrcen movitý podnikatel Artur Kornel. Není jasné, jestli šlo o nevydařenou loupež nebo o pomstu. Magda s Martinem se snaží zjistit, kdo mohl mít zájem se podnikatele zbavit. |           |                   |              |                 |                 |                      |
| 21 | 9         | Číslo 2           | Radim Špaček | Zdeněk Zapletal | 3. června 2024  | 1,171                |
| Podnikatel Luboš Tureček je zastřelen v autě na lesní cestě. Během policejního ohledání vyjde najevo, že zmizela taška oběti i s tučným obnosem peněz. Martin s Jarkem intenzivně pátrají, kdo mohl mít zájem na loupežném přepadení. Kriminalisté obdrží fotku ženy se začerněným obličejem a číslem 2. Koho a kde mají hledat? |           |                   |              |                 |                 |                      |
| 22 | 10        | Ranní vrah        | Radim Špaček | Zdeněk Zapletal | 10. června 2024 | 1,106                |
| Pátrání po trojici pachatelů loupežného přepadení klenotnictví v obchodním centru Forum Nová Karolina, kteří zranili pracovníka security se mění v divoké drama, když v Opavě unesou autobus plný rukojmí. Magda dál pátrá po Ranním vrahovi. Dopadne ho dřív, než si vybere další oběť? Na výzvu v médiích se přihlásí svědkyně, která si před domem jeho druhé oběti všimla muže s poraněnou rukou.                                                                                        |           |                   |              |                 |                 |                      |
| 23 | 11        | Nečistá hra       | Radim Špaček | Zdeněk Zapletal | 17. června 2024 | 1,105                |
| V lese je nalezena mrtvola exekutora Kunce. Případu se ujímá Martin s Jarkem a snaží se i pátrat po problémových dlužnících. Zavražděný exekutor Kunc byl také funkcionářem třetiligového fotbalového klubu, ve kterém měl své finanční zájmy založené na zmanipulovaných výsledcích a sázkách. Kdo byl díky jeho aktivitám natolik zoufalý, že se ho rozhodl zbavit? Nevyřešený případ ubodání ženy se objevil na Slovensku. Vrah nebyl dopaden. Vraždil Ranní vrah poprvé už na Slovensku? |           |                   |              |                 |                 |                      |
| 24 | 12        | Poslední případ   | Radim Špaček | Zdeněk Zapletal | 24. června 2024 | 1,068                |
| Magda dostává mail z nedohledatelné adresy s fotkami dvou zahalených žen, kterým jsou vidět pouze oči. Má si vybrat tu, která přežije. Jinak zemřou obě. Pátrání nabírá na obrátkách, policisté znovu prověřují všechny svědky z minulých vražd, aby získali aspoň nějakou stopu, mají přibližný identikit pachatele, jeho DNA a přes média se obracejí o pomoc na veřejnost. Podaří se dopadnout Ranního vraha dříve, než dokoná další vraždu?                                              |           |                   |              |                 |                 |                      |

## Zajímavosti
- Jde o první samostatně režírovaný seriál režiséra Radima Špačka.
- První řada se natáčela během lockdownu v roce 2021.
- Pokračování seriálu vznikalo po dobu sto třiceti natáčecích dnů v průběhu jednoho roku na více než 250 lokacích ale také v Polsku a na Slovensku, v interiérových i exteriérových prostředích; poslední klapka padla 9. října 2023.[3] Bylo realizováno 24 nočních frekvencí a štáb čítal celkem 50 lidí.
- K druhé řadě bylo napsáno bylo 784 stran scénářů, vystupuje zde 221 postav a natočilo se 989 obrazů.
- Během natáčení druhé řady se před kamerou objevilo také 30 skutečných policistů a 20 kaskadérů. Na natáčení se průběžně podílelo rovněž zhruba 1 000 komparzistů.
- V seriálu se objevilo na 150 vozidel včetně nákladních aut, kamionů, autobusů, skútrů, dále pak tramvaj, vlak, jachta i vrtulník.
- Produkčně nejnáročnější scénou v seriálu byla sekvence únosu autobusu z 10. epizody druhé řady, na které se podílelo kromě herců a základního štábu ještě spousta dalších lidí včetně policejní zásahové jednotky, kaskadérů, pyrotechniků či početného komparsu.